# Aldt Huys
Het Aldt Huys of Alde Huys was een kasteel in de Nederlandse plaats Arcen, provincie Limburg. Het voormalige kasteelterrein is een rijksmonument.

## Geschiedenis
De abdij van Siegburg had in de 11e eeuw het land van Straelen - waar ook Arcen onder viel - als geschenk ontvangen van de aartsbisschop van Keulen. De abdij stelde een voogd aan om hun belangen in Straelen te behartigen. In de 12e eeuw traden de graven van Gelre op als voogd, maar in de 13e eeuw was het ambt terecht gekomen bij de familie Van Straelen, die het voogdambt als een erfelijke functie ging beschouwen. Het is aannemelijk dat de familie Van Straelen kort vóór of rond 1300 in Arcen het kasteel liet bouwen.

### Conflict en familie Van Buren
Rond 1275 overleed Arnold van Straelen, die de voogdij over Straelen naliet aan zijn dochter Elisabeth. Zij bleef echter kinderloos en toen haar tweede echtgenoot Giselbert van der Leck overleed, droeg zij de voogdij over aan haar zus Justina, onder voorwaarde dat Justina jaarlijks een geldbedrag aan Elisabeth zou betalen. Toen Justina in gebreke bleef, wilde Elisabeth het voogdambt weer terug. Dit leidde tot een conflict, waarbij Elisabeth werd gesteund door haar derde echtgenoot Arnold van Buren en diens zonen Arnt en Otto. 
Toen vader Arnold en stiefmoeder Elisabeth waren overleden, zetten Arnt en Otto de strijd voort. Uiteindelijk maakte graaf Reinoud II van Gelre in 1330 een einde aan de problemen door Arcen los te maken van Straelen en er een vrije heerlijkheid van te maken, met de familie Van Buren als eigenaar. Arnt en Otto werden de eerste heren van Arcen; zij woonden op het kasteel. Hun nazaten zouden de heerlijkheid en het kasteel tot 1461 in bezit houden.

### Schenck van Nydeggen
Na het overlijden van Johan van Buren in 1461 erfde zijn oudste dochter Aleid van Buren de bezittingen. Zij was in 1450 getrouwd met Dirk Schenck van Nydeggen. Na Dirks overlijden in 1487 ging Arcen naar hun zoon Wynand Schenck van Nydeggen, maar Aleid bleef de beschikking houden over de onderste kamer van het kasteel.
Wynand Schenck van Nydeggen kreeg samen met Johanna van der Donck een dochter, eveneens genaamd Aleid.

### Van Gelre
Aleid Schenck van Nydeggen trouwde in 1503 met Reiner van Gelre, een bastaardbroer van hertog Karel van Gelre. Aleid erfde het kasteel en heerlijkheid Arcen, die zo in handen kwamen van de familie Van Gelre. Doorgaans wordt aangenomen dat het kasteel rond 1511 is verwoest, maar duidelijk bewijs hiervoor ontbreekt. De verwoesting zou verband houden met de strijd tussen hertog Karel en landvoogdes Margaretha van Oostenrijk. Reiner zou vervolgens ten zuidoosten van Arcen een nieuw kasteel laten bouwen, het Nije Huys. Dit kasteel werd in 1646 verwoest, waarna het huidige kasteel Arcen werd gebouwd.
In 1975/1976 en in 2000 vond archeologisch onderzoek plaats waarbij aardewerk uit de 13e-16e eeuw en de kasteelfundering zijn gevonden.

## Beschrijving
Het kasteel werd kort vóór of rond 1300 gebouwd in het Seyzenbroek, een moerassig gebied ten noordoosten van Arcen. Aan de oostkant van het kasteel stond een watermolen.
Het kasteel bestond uit een woontoren van vermoedelijk 12,5 bij 7 meter groot met 1,5 meter dikke muren. Op een fundering van ijzeroerbrokken waren mergelstenen aangebracht. Het opgaande muurwerk bestond mogelijk uit baksteen. De grond uit de omringende gracht is waarschijnlijk tegen de onderste bouwlaag van de toren aangebracht, waardoor dit een kelderverdieping werd. Boven deze kelder waren nog twee verdiepingen aanwezig, waarvan de onderste volgens een mededeling uit 1487 beschikte over bedsteden. In die verdieping zal ook de toegang zijn gesitueerd. Het is niet duidelijk of de verdiepingen nog waren onderverdeeld in kamers.
Bij het archeologisch onderzoek werd weinig bouwmateriaal aangetroffen. Dit zou er op kunnen wijzen dat de stenen van het verwoeste kasteel geheel zijn verwijderd en vervolgens hergebruikt bij de bouw van het Nije Huys.

### Naamgeving
In 14e-eeuwse correspondentie werd naar het kasteel verwezen als het Huys t'Arssen. De oudste vermelding van de naam Aldt Huys dateert pas uit 1575; deze naam is waarschijnlijk ontstaan ter onderscheid van het Nije Huys dat in de 16e eeuw was gebouwd. 
Aerwinkel · Kasteel Afferden · Aldt Huys · Aldenborgh · Kasteel Aldenghoor · Aldenhoven · Alte Burg · Kasteel Amstenrade · Slot Annendael · Kasteel Arcen · Baersdonck · Bakvliet · Baronsberg · Baxhof · Beegden ·  Benzenrade · Kasteel De Berckt · Kasteel Bethlehem · Beusdaelshof · Binsfeld · Huis Blankenberg · Kasteel Bleijenbeek · Blitterswijck · Boerlo · Bolberg · Bollenberg · Kasteel De Bongard · Borggraaf · Kasteel d'Erp · Kasteel Borggraaf · Kasteel Borgharen · Kasteel Born · Huis Bree · Breust · Kasteel Broekhuizen · Broekhuizen · Gracht Burggraaf · Kasteel De Burght · Kasteel Cartils · Cloppenburg (Oost-Maarland) · Kasteel Cortenbach · Huis De Dael · Dammerscheid · Kasteel De Bockenhof · De Donck (Sevenum) · De Donck (Swolgen) · De Dorth ·  Huis ten Dijcken · Kasteel Doenrade · De Doom · Douve · Douvenrade · De Dries · Kasteel Erenstein · Kasteel Eijsden · Eijsden · Einrade · Kasteel Elsloo · Ensenbroek · Eperhuis · Etzenraderhuuske · Exaten · Kasteel Eijckholt · Kasteel Eyckholt · Eys · Gastendonck · Kasteel Genbroek · Gebroken Slot · Kasteel Geijsteren · Kasteel Op Genhoes · Kasteel Genhoes · Genneperhuis · Kasteel Het Geudje · Kasteel Geulle · Kasteel Geusselt · Geijsteren · Gen Heck · Ghoor · Kasteel Goedenraad · Kasteel Grasbroek · Kasteel Groenendaal · Groethof · Groot Paarlo · Kasteel van Gronsveld · De Gun ·Kasteel Haeren · Kasteel Den Halder · Heerlaer · Heeze · Heijen · 's-Herenanstel · Kasteel Hillenraad · Kasteel Hoensbroek · Hoenshuis · Holstrate · Holtmühle · Huize Holtum · Kasteel Horn · De Horst · Huys ter Horst · Ten Hove (Grathem) · Ten Hove (Panningen) · Huis Brias · Huis Darth ·  Kasteel Hurpesch · Kasteel Sint-Jansgeleen · Kasteel Jerusalem · Kasteel Kaldenbroek · Den Kamp · Kasteel Karsveld · Kasteel Keverberg · Klein Paarlo · Klimmender Huuske · De Kolck · Koppelberg · Laar · Landsfort · Kasteel Lemiers · Kasteelruïne Lichtenberg · Kasteel Limbricht · Lonesteyn · Huize Lovendael · Mazenburg · Kasteel van Meerlo · Kasteel Meerssenhoven · Meezenbroek · Kasteel van Mheer · Middelaar · Kasteel Millen · Kasteel Montfort · Movert · Mulrode · De Munt · Château Neercanne · Kasteel Neubourg · Nienghoor · Huis Nierhoven · Kasteel Nieuwenbroeck · Nije Huys · Kasteel Nijenborgh · Kasteel Nijswiller · Nijthuysen · Kasteel Obbicht · Oedenrade · Kasteel Ooijen · Kasteel Oost (Valkenburg) · Kasteel Oost (Oost-Maarland) · Kasteel Ouborg · Overen · Kasteel Passarts-Nieuwenhagen · Prickenis · Prinsenhof · Puth · De Putting · Raath · De Raay · Ravenhof · Kasteel Reijmersbeek · Kasteel van Rijckholt · Kasteel Rivieren · Rodenbroek · Rosendaal · Kasteel Schaesberg · Kasteel Schaloen · Te Scharen · Schenkenburg · Kasteel Scheres · De Spijker (Geijsteren) · De Spijker (Leeuwen) · Huis Severen · Sibberhuuske · Château St. Gerlach · Spraland · Huis De Spyker · Huize Stalberg · Stalberg (Wellerlooi) · De Steeg · Kasteel Stein · Steinhagen · Steenen Huis · Stoel van Swentibold · Strijthagen (Landgraaf) · Strijthagen (Welten) · Struyver · Kasteel Terborgh · Terlinden (Wijnandsrade) · Terveurdt · Ter Weyer · Kasteel Ter Worm · De Tombe · Huis De Torentjes · Triest · Trippaert · Kasteel Vaalsbroek · Kasteel Vaeshartelt · Valkenburg · Vliek · De Vroenhof · Vrijburg · Kasteel Wambach · Warenberg · Well · Weyershof ·  Wijlre · Kasteel Wijnandsrade · Wijnandsrade · Wijnantshof · Wissegracht · Huize Witham · Kasteel Wittem · Wolfrath · Wylre